# Casa Serinyana
Casa Serinyana és un habitatge del municipi de Cadaqués (Alt Empordà) inclòs en l'Inventari del Patrimoni Arquitectònic de Catalunya.

## Descripció
Situada en el punt d'inflexió de la platja des Podritxó amb l'inici de la riba des Poal, ocupant dues parcel·les.
Gran casa entre mitgeres, promoguda per la família Serinyana. És un edifici de tres plantes i golfes. La seva notable façana no és rectilínia, crea una curvatura seguint el traçant del carreró de la Caseta. Aquest topònim urbà és originat pel magatzem de la mateixa casa, edificació de planta baixa a l'altre costat del carreró, entre la casa i la Riba, a un nivell més baix. L'existència del magatzem és una de les singularitats a destacar del projecte de l'arquitecte Salvador Sellés. Aquest cos exempt es comunica amb la residència mitjançant la terrassa emplaçada al seu damunt, que es converteix en un esplèndid mirador sobre la badia de Cadaqués. Des de la terrassa, una escala i un pont sobre el carreró dona accés directament al primer pis, per l'obertura central de la façana. L'interior de la casa ha mantingut a totes les plantes pràcticament l'estructura, compartimentació i decoració originals. Cal esmentar els nombrosos arrimadors de rajoles vidriades, la fusteria amb relleus, el motlluratge i pintura dels sostres, el variat mosaic (hidràulic) dels sols, els aplics de l'enllumenat i alguns mobles. Cal destacar, també, el tram interior de l'escala central. La porta amb vitrall de colors i fusta tallada, l'enreixat de la barana i l'arrimador policrom de ceràmica. A destacar també l'estructura interior de les àmplies golfes que incorporen els dos torricons i on és visible el complexa embigat que es recolza en part sobre les arcades. Arreu de l'edifici hi ha un predomini gairebé absolut del color blau cel (rajoles llisos amb relleus florals monocromes o combinat amb el blanc, balustres, portes i finestres, sostres, etc.). En aquesta façana hi destaca la decoració de ceràmica vidriada, blau cel; els frisos, balustrades i emmarcaments de les obertures i, els elements de forja de reixes i balconades. Aquesta combinació forja i ceràmica blava és present a la balustrada del port esmentat.
La coberta, molt vistent per les pendents pronunciades i llur variació, és de teula plana vidriada d'un color ataronjat molt lluent. Aquesta irregularitat és característica del modernisme, formada per faldons amb diferents inclinacions. Dos torricons s'enlairen, un a cada extrem, i configuren la singularitat volumètrica del conjunt; llurs teulats tenen vessant doble i amb diferent orientació, i són coronats per elements metàl·lics ornamentals.

## Història
Els Serinyana han estat uns dels llinatges de gent de mar i comerciants - pilots, armadors, capitans, mercaders- dels més destacats de Cadaqués.
Des del segle xvi, i fins al XIX, hi ha notícies de llurs viatges i contactes comercials per tota la mediterrània. El 1545 ja hi ha notícia del patró Pere Serinyana qui amb la seva nau de 200 quintars, feia el tràfec normal de Cadaqués a Barcelona. Hi ha un parent, Toni Serinyana, consta que el mateix any feia el recorregut de Cotlliure a Barcelona. En aquests primers documents se'ls anomena Serinyana "de defora", motiu que es conservà durant diverses generacions i que deu indicar que foren de les primeres famílies que es traslladaven extramurs de la vila de Cadaqués.
"D'antuvi hom veu els Serinyana copropietaris junt amb altres parents i armadors de la galera de san juan (...) fent viatges a Alexandria i Trípoli entre els anys 1594 i 1616. Després hom els veu ostentant diverses prebendes (...) Maria Serinyana tenia el càrrec de col·lectora de la lleuda del peix (...) el 1641."
Antoni Serinyana el 1697 obtingué el títol de ciutadà honrat de Barcelona. Als segles xvi i xvii els Serinyana comptaven amb relacions mercantils a Cadaqués i també a Barcelona, Alexandria i Trípoli i a altres ports: "amb agències o representacions tingudes o dirigides per familiars seus (...) un Pere Serinyana fou ja, també, collidor de drets de la Generalitat el 1529." Aquestes activitats continuaren i anaren a més fins ben entrat el segle xix, quan entrà en decadència la marina mercant de Cadaqués i els afers que s'hi relacionaven (G.Rahola i J.Rahola, op.cit.).
A la primera dècada del segle XX fou Octavi Seriñana qui ordenà la construcció de la casa que descrivim. El 20 de setembre de 1913, després de dos llargs anys d'obres, es va coronar el sostre de l'edifici. Del mateix arquitecte és can Serinyana des Poal, edifici proper d'una altra branca de la família. L'escola pública de la vila porta el nom de Caritat Serinyana, esposa de Frederic Rahola i Trèmols.
A principis de 2024 aquest edifici estava en venda.